# Apsaustodon
Apsaustodon segregatus es una especie de escarabajo de la familia Carabidae, la única especie del género  Apsaustodon.